# Changsa
Changsa (chinesisch 昌灑鎮 / 昌洒镇, Pinyin Chāngsǎ Zhèn) ist eine Großgemeinde 30 km nordöstlich der direkt der Provinzregierung unterstellten kreisfreien Stadt Wenchang der chinesischen Provinz Hainan. Changsa hat eine Fläche von 197 km² und 16.800 dort registrierte Einwohner, dazu kommen noch einmal rund 10.000 Wanderarbeiter, die sich in der Forstwirtschaft – Changsa verfügt über 6000 ha Nutzwald – sowie in Tagebau- und Verhüttungsbetrieben verdingen (Januar 2017). Fünf Kilometer südöstlich der Stadt liegt der Stammsitz des Song-Clans, aus dem unter anderem Song Qingling hervorging, Gründerin der Zeitschrift „China heute“ und 1959–1975 Vizepräsidentin der Volksrepublik China.
Mitte der 1990er Jahre war Changsa für einige Zeit als Standort für das geplante Kosmodrom auf Hainan im Gespräch, man entschied sich dann aber aus verschiedenen Gründen für die Großgemeinde Longlou 15 km weiter südöstlich. Im Rückblick war dies eine kluge Entscheidung. Während der Taifun Rammasun im Juli 2014 zwar die TT&C-Station des gerade fertiggestellten Kosmodroms gefährdete, dort sonst aber keine größeren Schäden anrichtete, wurde Changsa bei dieser Gelegenheit schwer verwüstet. Die Einwohner von Changsa bauten ihre Stadt und die Produktionsanlagen aber schnell wieder auf, wofür die Gemeindeverwaltung von der Provinzregierung mit dem Ehrentitel „Fortschrittliche Wiederaufbaueinheit“ (灾后重建先进单位) ausgezeichnet wurde.

## Fengming-Kultur
In dem zum heutigen Verwaltungsdorf Baodui gehörenden natürlichen Dorf Fengming (凤鸣村) etwa 3 km westlich von Changsa fanden Archäologen 1928 mehr als 60 zurechtgeschliffene Steinwerkzeuge aus der Jungsteinzeit. Ab 1950 wurden dann insgesamt fünf weitere Grabungen rund um das Dorf durchgeführt, bei denen eine große Menge weiterer Steinwerkzeuge (Äxte, Dechsel, Meißel) aus Schiefer und Sandstein dazu noch Gefäße aus meist grobem rotem, aber auch graubraunem Ton gefunden wurden, die auf etwa 4000 v. Chr. datiert wurden. Zu diesem Zeitpunkt hatten die örtlichen Ureinwohner ihre Höhlen bereits verlassen und lebten in Hütten auf offenen, leicht geneigten Flächen. Da die Muster der mittels Stempeln verzierten Tonwaren gewisse Eigenheiten zeigten, wurde für diese Variante der Stempeltöpfereikultur der Begriff „Fengming-Kultur“ (凤鸣文化) geprägt.

## Administrative Gliederung
Die Großgemeinde Changsa setzt sich aus 12 Dörfern und einer Einwohnergemeinschaft zusammen. Diese sind:
| Einwohnergemeinschaft Changsaxu (昌洒墟社区), Regierungssitz der Großgemeinde; Dorf Baodui (宝堆村); Dorf Changfa (昌发村); Dorf Changhua (昌华村); Dorf Changmao (昌茂村); Dorf Changsa (昌洒村); Dorf Changxin (昌新村); | Dorf Changxing (昌兴村); Dorf Dongqun (东群村); Dorf Fengyuan (凤元村); Dorf Gengxin (更新村); Dorf Liancheng (联成村); Dorf Qingling (庆龄村). |

## Bodenschätze
60 % der bekannten Titan- und Zirconium-Lagerstätten Chinas befinden sich in Hainan, ein beträchtlicher Teil davon auf dem Gebiet der Großgemeinde Changsa, wo die Erze von mehreren Firmen in einfachem Tagebau mittels Druckspülung abgebaut werden. Laut den Vorschriften des Hainaner Umweltministeriums (海南省国土环境资源厅) müssten die betreffenden Firmen zuerst die organischen Bodenhorizonte abheben und zwischenlagern. Nachdem eine Grube ausgebeutet ist, sollte diese mit dem von Titanerz befreitem Sand aufgefüllt und danach mit dem ursprünglichen Humus abgedeckt werden. Die Firmen halten sich jedoch im Allgemeinen nicht an diese Vorschriften, sondern leiten den Restschlamm auf die umliegenden Felder. Im März 2005 waren auf dem Gebiet der Großgemeinde auf diese Art bereits 20 ha Ackerland zerstört.
Nachdem die amtliche Nachrichtenagentur Xinhua am 2. April 2005 landesweit über die Missstände berichtet hatte,
veröffentlichte die Provinzregierung von Hainan am 13. Januar 2006 eine „Dringende Bekanntmachung über den Beginn des scharfen Kampfes gegen den illegalen Abbau von Titan und Zirconium“ (关于开展严厉打击非法开采钛锆矿资源专项整顿工作的紧急通知). Eine Einsatzgruppe aus Beamten des Umweltministeriums, des Innenministeriums, des Fischereiministeriums und weiterer Behörden sollte die neuralgischen Punkte in Wanning und Wenchang inspizieren, die dortigen Stadtverwaltungen waren dazu angehalten, in vollem Umfang zu kooperieren. Die Einsatzgruppe war dazu berechtigt, illegal abgebaute Erze zu konfiszieren und Strafverfahren gegen die Verantwortlichen anzustrengen. Polizei zum Schutz der Einsatzgruppe und zur Verfolgung flüchtiger Verdächtiger wurde abgestellt. Da die Nachfrage nach Titan und Zirconium wesentlich höher war als das, was der Markt zur Verfügung stellen konnte und die Preise daher stark anstiegen,
hatte diese Aktion nur einen begrenzten Effekt. Der Tagebau verlagerte sich einige Kilometer nach Norden, in die Großgemeinde Wengtian.